# Neil Maffin
Neil Maffin (* 17. Januar 1959 in Indiana, USA) ist ein US-amerikanischer Schauspieler.
Maffin wuchs in Iowa auf und studierte an der University of Wisconsin, bevor er nach New York City zog. Dort begann seine Schauspielarbeit als Darsteller auf der Bühne. Seitdem arbeitet er als aktiver Theaterschauspieler in Broadway und Off-Broadway-Stücken und trat unter anderem an der Seite von namhaften Schauspielern wie Al Pacino, John Glover und Tony Goldwyn auf.
Eine erste Filmrolle hatte er in Pants on Fire an der Seite von Eileen Brennan. Seitdem ist er auch als Darsteller in Fernsehserien und Filmen tätig. Bekannte Serien, in denen er zu sehen war, sind Star Trek: Voyager, Pretender und Stargate Atlantis. In John McTiernans Film Der 13te Krieger verkörperte er einen der 12 Wikinger. Für seine Leistungen wurde er bereits für einen Emmy Award nominiert.